# Vila Nova de Milfontes

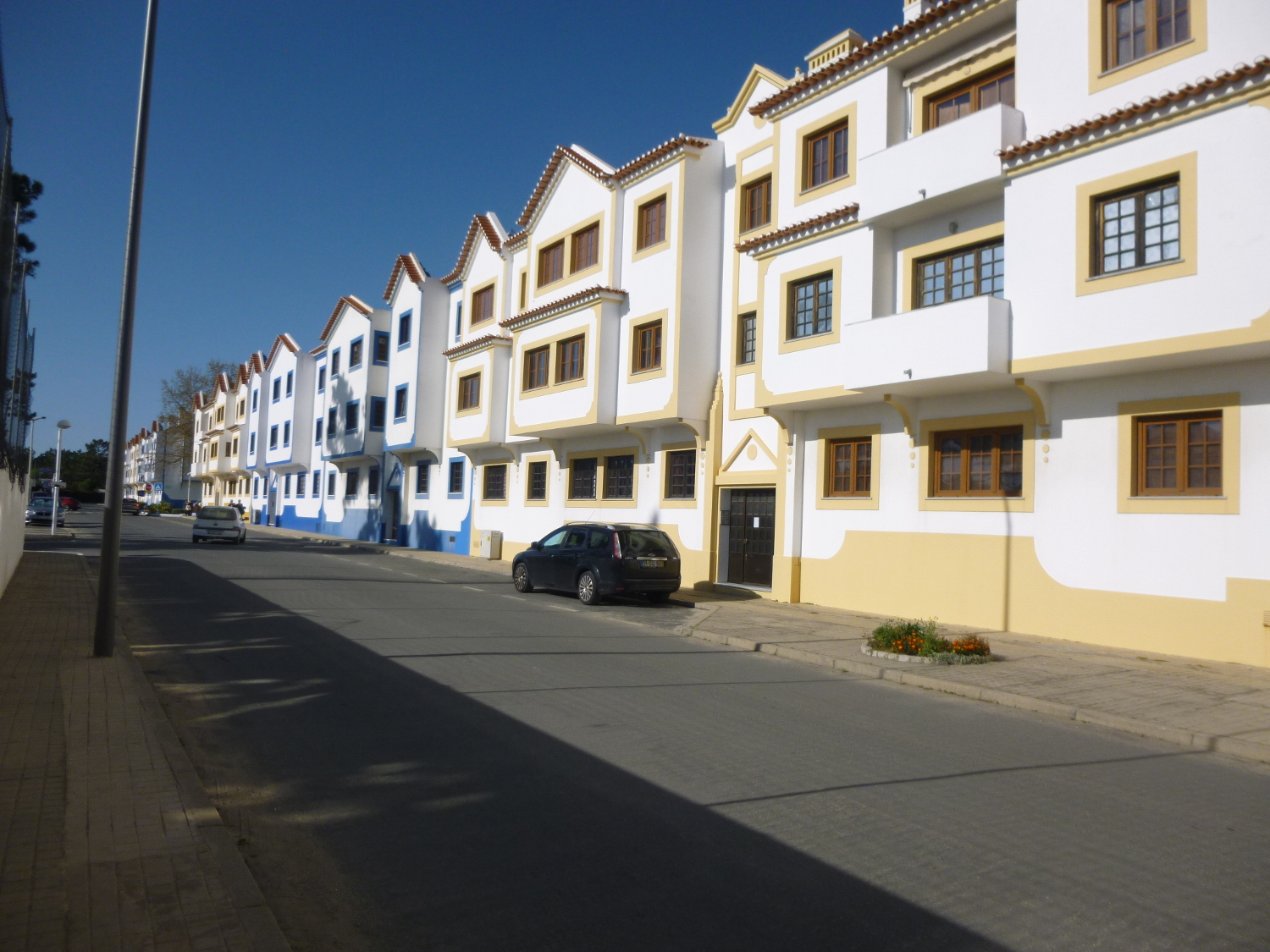
Edifici a Vila Nova de Milfontes

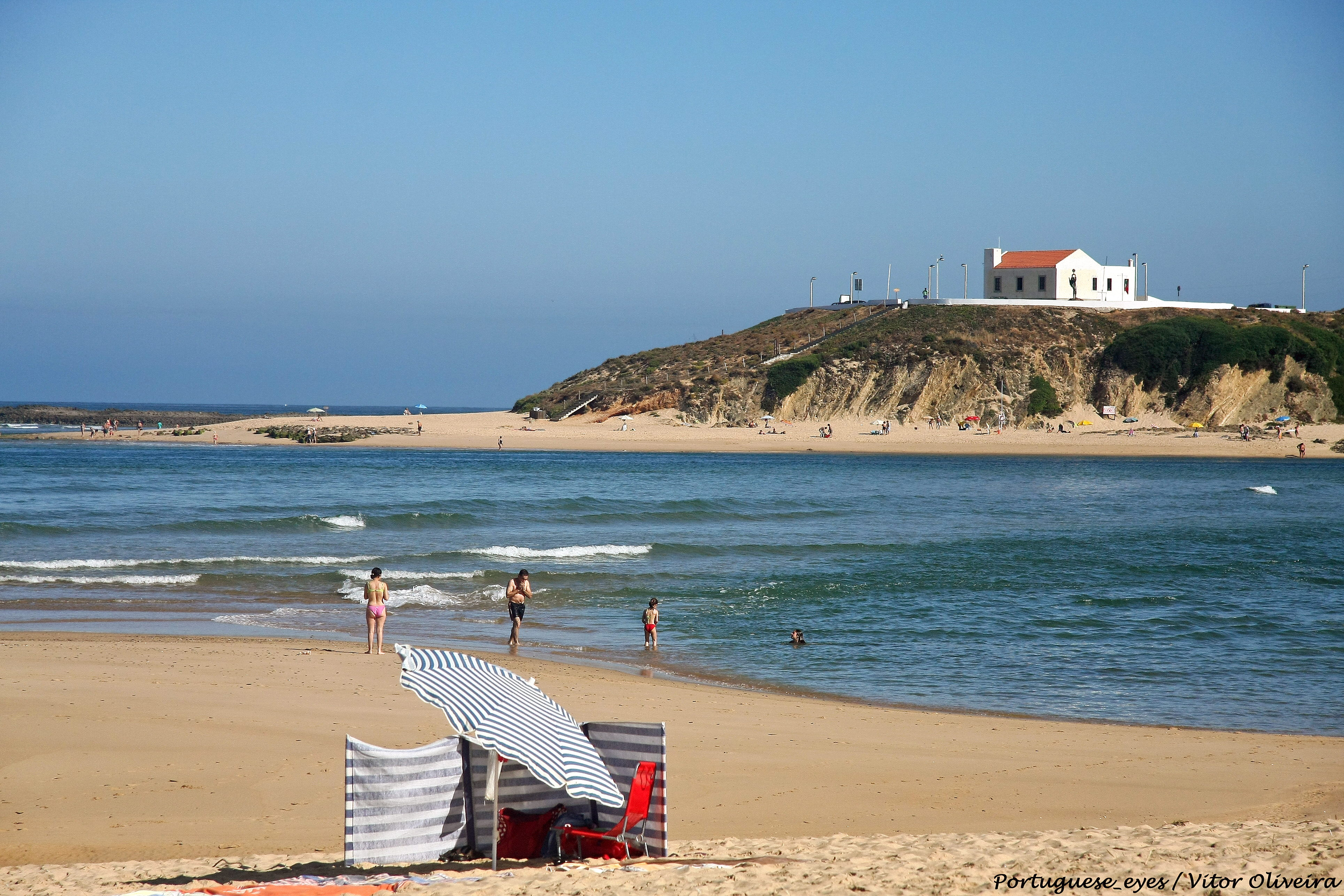
Vila Nova de Milfontes: Praia das Furnas

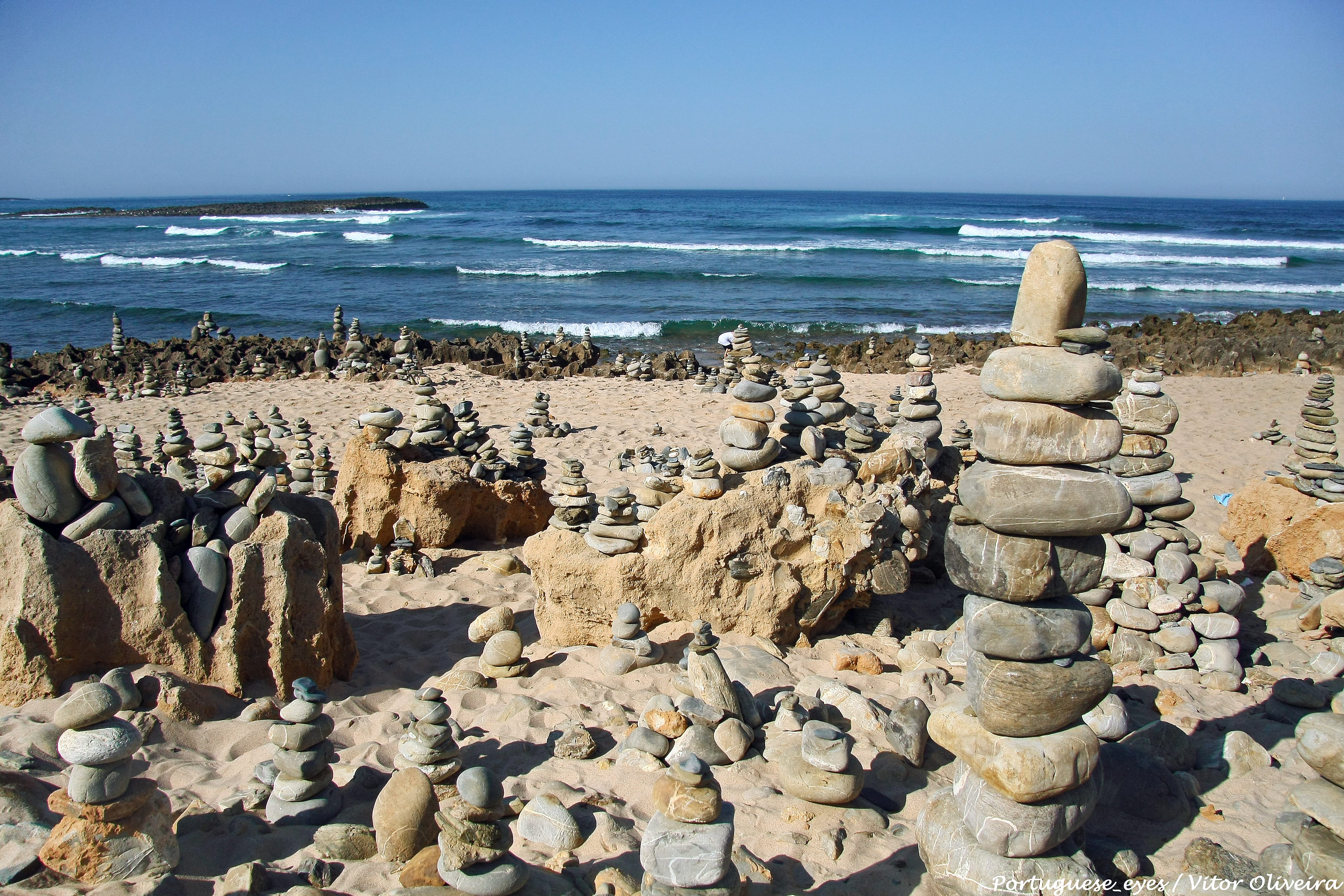
Vila Nova de Milfontes: Praia do Farol

 Vila Nova de Milfontes (pron.: /vilɐ novɐ də mil'fõtɨʃ/) è una popolare località balneare del Portogallo meridionale, facente parte della regione dell'Alentejo e del distretto di Beja e situata lungo l'estuario sull'Oceano Atlantico del fiume Mira, lungo la cosiddetta Costa Vicentina e nell'area denominata Parque Natural do Sudoeste Alentejano. Tra le freguesias più antiche del comune di Odemira e un tempo comune a sé stante, conta una popolazione di circa 5.000 abitanti.

## Geografia fisica
Vila Nova de Milfontes si trova nella parte meridionale dell'Alentejo, tra le località di Zambujeira do Mar (altra popolare località balneare, situata al confine con l'Algarve) e Sines (rispettivamente a nord della prima e a sud della seconda), ad ovest di São Luis.

## Storia
Vila Nova de Milfontes fu fondata nel 1486 in seguito ad un decreto reale promulgato da João II.
Negli ultimi decenni del XVI secolo, la località subì vari attacchi da parte di pirati e corsari, provenienti perlopiù dalle coste del Nordafrica. Uno dei maggiori attacchi fu quello che si verificò nel 1582: in seguito a questo attacco, si avvertì la necessità di costruire un forte divfensivo in loco (v. anche la sezione "Monumenti e luoghi d'interesse").
Nel corso del XIX secolo, Vila Nova de Milfontes cessò di essere un comune indipendente e la località venne inglobata nella municipalità di Odemira.
Il 7 aprile 1924, nei dintorni di Vila Nova de Milfontes partì primo volo tra il Portogallo e Macao.

## Monumenti e luoghi d'interesse

### Architetture religiose

#### Chiesa di Nostra Signora della Grazia
Principale edificio religiosi di Vila Nova de Milfontes è la chiesa di Nostra Signora della Grazia (Igreja de Nossa Senhora da Graça), risalente al XVI secolo.
|  |

### Architetture militari

#### Forte di Milfontes
Tra i principali edifici di Vila Nova de Milfontes, figura inoltre il forte di Milfontes, conosciuto anche come Forte di San Clemente o Castello di Vilanova de Milfontes, costruito tra il 1559 e il 1602 per difendere la località dagli attacchi dei pirati.
|  |

## Società

### Evoluzione demografica
Al censimento del 2011, la freguesia di Vila Nova de Milfontes contava una popolazione pari a 5.031 abitanti. La località ha conosciuto un incremento demografico rispetto al 2001, quando la popolazione censita era pari a 4.268 abitanti, e al 1991, quando la popolazione censita era pari a 3.223 abitanti.

## Economia

### Turismo
La località è particolarmente frequentata dagli amanti del windsurf.